# Красноярское сельское поселение (Томская область)
Красноярское се́льское поселе́ние — муниципальное образование в Кривошеинском районе Томской области Российской Федерации.
Административный центр и единственный населённый пункт в поселении - село Красный Яр. На территории поселения находилась упразднённая деревня Мысовская.

## История
Статус и границы сельского поселения установлены Законом Томской области от 10 сентября 2004 года № 203-ОЗ О наделении статусом муниципального района, сельского поселения и установлении границ муниципальных образований на территории Кривошеинского района.

## Население
| 2002  | 2010  | 2012  | 2013  | 2014  | 2015  | 2016  |
| ----- | ----- | ----- | ----- | ----- | ----- | ----- |
| 3119  | ↘2474 | ↘2396 | ↘2366 | ↘2291 | ↘2230 | ↘2175 |
| 2017  | 2018  | 2019  | 2020  | 2021  |       |       |
| ↘2119 | ↘2059 | ↘1998 | ↘1954 | ↗2212 |       |       |